# Cladosporium peruamazonicum
Cladosporium peruamazonicum är en svampart som beskrevs av Matsush. 1993. Cladosporium peruamazonicum ingår i släktet Cladosporium och familjen Davidiellaceae.   Inga underarter finns listade i Catalogue of Life.